# 주덴역
주덴역(일본어: 中田駅)은 일본 도쿠시마현 고마쓰시마시에 위치한 시코쿠 여객철도 무기 선의 철도역이다. 역 번호는 M05이며, 섬식 승강장 1면 2선의 구조를 갖춘 지상역이다.

## 타는 곳
| 1 | ■ 무기 선 | 하행 | 미나미코마쓰시마 · 아난 · 무기 · 가이후 방면 |
| 2 | ■ 무기 선 | 상행 | 도쿠시마 · 이타노 · 나루토 · 아나부키 방면   |

## 이용 현황
| 연도     | 하루 평균 | 연도     | 하루 평균 |
| 1995년도 | 630       | 2003년도 | 491       |
| 1996년도 | 599       | 2004년도 | 483       |
| 1997년도 | 573       | 2005년도 | 487       |
| 1998년도 | 549       | 2006년도 | 483       |
| 1999년도 | 531       | 2007년도 | 473       |
| 2000년도 | 502       | 2008년도 | 470       |
| 2001년도 | 517       | 2009년도 | 432       |
| 2002년도 | 517       | 2010년도 | 434       |
| -------- | --------- | -------- | --------- |

## 역 주변
- 고마쓰시마 자동차 학교

## 인접 역
| 시코쿠 여객철도 무기 선     | 시코쿠 여객철도 무기 선 | 시코쿠 여객철도 무기 선           |
| --------------------------- | ----------------------- | --------------------------------- |
| M 04 지조바시 도쿠시마 방면 | 보통                    | 미나미코마쓰시마 M 06 가이후 방면 |